# ميجيل ليرا
ميجيل ليرا (بالإسبانية: Miguel Ángel Llera)‏ (7 أغسطس 1978 في إسبانيا - ) هو لاعب كرة قدم إسباني في مركز الدفاع. لعب مع تشارلتون أثلتيك وخيمناستيك طركونة وريكرياتيفو وسكونثورب يونايتد وشيفيلد وينزداي وميلتون كينز دونز ونادي أليكانتي ونادي إيركوليس ونادي برينتفورد ونادي بلاكبول ونادي سان فرناندو ‏.

## وصلات خارجية
- ميجيل ليرا على موقع قاعدة بيانات كرة القدم.إي يو (الإنجليزية)
- ميجيل ليرا على موقع Soccerbase.com (لاعب) (الإنجليزية)
- ميجيل ليرا على موقع Soccerway.com (الإنجليزية)